# Kristers Aparjods
Kristers Aparjods, född 24 februari 1998 i Sigulda, är en lettisk rodelåkare.

## Karriär
I februari 2022 tävlade Aparjods vid OS i Peking, där han var en del av Lettlands lag som tog brons i lagstafetten.